# 頭斑雀鯛
頭斑雀鯛（學名：Pomacentrus spilotoceps），是輻鰭魚綱鱸形目雀鯛科雀鯛屬的其中一種，分布於中西太平洋菲律賓、巴布亞新幾內亞、索羅門群島與新赫布里底群島海域，深度0至5公尺，本魚體呈橢圓形且側扁，吻短圓鈍，體色黃棕色，體被櫛鱗，鱗片邊緣黑色，鰓蓋上和胸鰭基部前面和上方有暗黃色到淡橙色斑點，鰓孔上端有一個垂直細長的深藍色或黑色小點，胸鰭上端有一個小黑點，尾鰭黃色，背鰭硬棘8枚、背鰭軟條14-15枚、臀鰭硬棘2枚、臀鰭軟條15枚，體長可達7.8公分，棲息在珊瑚礁區，以浮游生物為食，繁殖期時成對出現，雄魚會守護卵直到孵化，生活習性不明。